# Portrait de George Sand (Charpentier)
Pour les articles homonymes, voir Portrait de George Sand.
Portrait de George Sand est un tableau du peintre français Auguste Charpentier réalisé entre 1837 et 1839. Cette huile sur toile est un portrait de la femme de lettres George Sand avec des fleurs dans ses longs cheveux noirs et une croix autour du cou. Désormais de format ovale, elle était autrefois rectangulaire, ce qui laissait voir le modèle debout, appuyé sur l'accoudoir d'une chaise. L'œuvre est exposée au Salon de 1839. Léguée au Musée Carnavalet par Aurore Lauth-Sand en 1923, elle fait partie des collections du musée de la Vie romantique, à Paris.